# Polyosma conocarpa
Polyosma conocarpa är en tvåhjärtbladig växtart som beskrevs av Ridley. Polyosma conocarpa ingår i släktet Polyosma och familjen Escalloniaceae. Inga underarter finns listade i Catalogue of Life.